# Wissam Ben Yedder
Wissam Ben Yedder, född 12 augusti 1990 i Sarcelles, Frankrike, är en fransk fotbollsspelare som spelar för Ligue 1-klubben Monaco och Frankrikes landslag. Han spelar som forward. Båda Ben Yedders föräldrar är från Tunisien.

## Klubbkarriär
Den 14 augusti 2019 presenterade AS Monaco värvningen av Ben Yedder, med en övergångssumma som uppgetts vara 40 miljoner euro.

## Landslagskarriär
Ben Yedder debuterade för Frankrikes landslag den 23 mars 2018 i en 3–2-förlust mot Colombia, där han blev inbytt i den 73:e minuten mot Olivier Giroud.
Den 11 juni 2019, i en EM-kvalsmatch mot Andorra, så fick Ben Yedder starta sin första match för Frankrike. Ben Yedder fick även göra sitt allra första mål för Frankrike och de vann matchen med 4–0.